# Trans European Airways

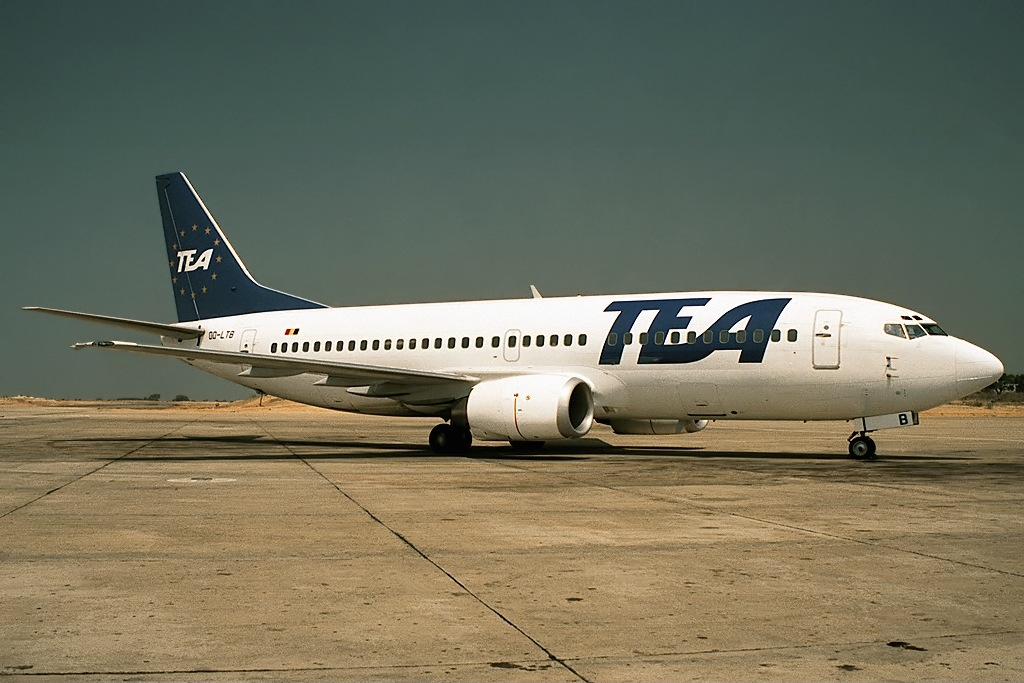
Boeing 737 de la Trans European Airways

Trans European Airways (en abrégé TEA) est une ancienne compagnie d'aviation basée en Belgique.
Elle est notamment connue pour avoir participé à l'opération Moïse en 1984 et pour avoir exploité le plus ancien Airbus utilisé commercialement.

## Histoire
TEA fut fondée par Georges Gutelman en 1971, qui avait auparavant exploité une compagnie sous le nom de TIFA. 
La compagnie débuta avec une flotte de Boeing 707 et Boeing 720, acquis notamment de TWA et Eastern Air Lines.
Au début des années 1970, elle devint la première compagnie à commander des Airbus, et fut la seule compagnie à exploiter l'Airbus A300B1 jusque 1990, version de l'A300 disposant d'un fuselage plus court. Cet avion, enregistré OO-TEF, fut nommé Aline de nom de la femme de Gutelman.
La compagnie se développa, acquérant d'autres Airbus A300 pendant un temps et puis des Boeing 737-200. Elle racheta plus tard le voyagiste belge SunSnacks qu'elle avait par ailleurs aidé à la fondation, et créa une filiale, TEAMCO (Trans European Airways Maintenance Company) pour prendre en charge sa maintenance, et la proposer à d'autres opérateurs, civils ou militaires.
La compagnie s'étendit rapidement à la fin des années 1980, créant diverses filiales en Europe, telles au Royaume-Uni (TEA-UK), en France (TEA-FRANCE), en Italie (TEA-ITALY) et en Suisse (TEA-BASEL), mais le climat économique du début des années 1990, plombé par la Guerre du Golfe, causa sa faillite le 27 septembre 1991. 
Deux filiales voient le jour en 1991, TEA Catering et TEA Scheduled Services. Cette dernière mettait en place le 10 juin 1991 des vols réguliers entre Bruxelles et Londres Gatwick en Boeing 737 (3 vols par jour, vol n° HE 101 à HE 108). 
European Airlines et Eurobelgian Airlines furent fondées sur ses cendres. L'équipe de gestion de la filiale britannique, qui avait auparavant géré Orion Airways, forma Excalibur Airways.  
TEA Switzerland continua son exploitation jusqu'à sa reprise par EasyJet en 1997. 
Georges Gutelman fonda plus tard avec Victor Hasson, la compagnie charter CityBird qui travaillait principalement pour Thomas Cook et qui fit faillite des suites des attentats du 11 septembre 2001. Thomas Cook, candidat à sa reprise se ravise notamment suite aux attentats de 2001.
En 2001, Georges Gutelman toujours avec Victor Hasson, créé Birdy Airlines, qui opère les vols vers l'Afrique de SN Brussels Airlines. LA compagnie est rachetée par SN Brussels Airlines en 2004. 
Georges Gutelman décède en 2019 à l'age de 81 ans en Israël.

## L'opération Moïse
Georges Gutelman, de confession israélite, fut contacté par les Services secrets israéliens pour effectuer des transports de personnes dans le cadre de l'Opération Moïse. 
TEA, opérateur régulier des pèlerinages vers La Mecque, profita de cette couverture pour opérer le transfert des Juifs Beta Israël pendant l'hiver 1984-1985.
Le boycott dont la compagnie fut l'objet après l'opération de la part des opérateurs arabes fut en partie cause de ses déboires économiques.

## Flotte aérienne

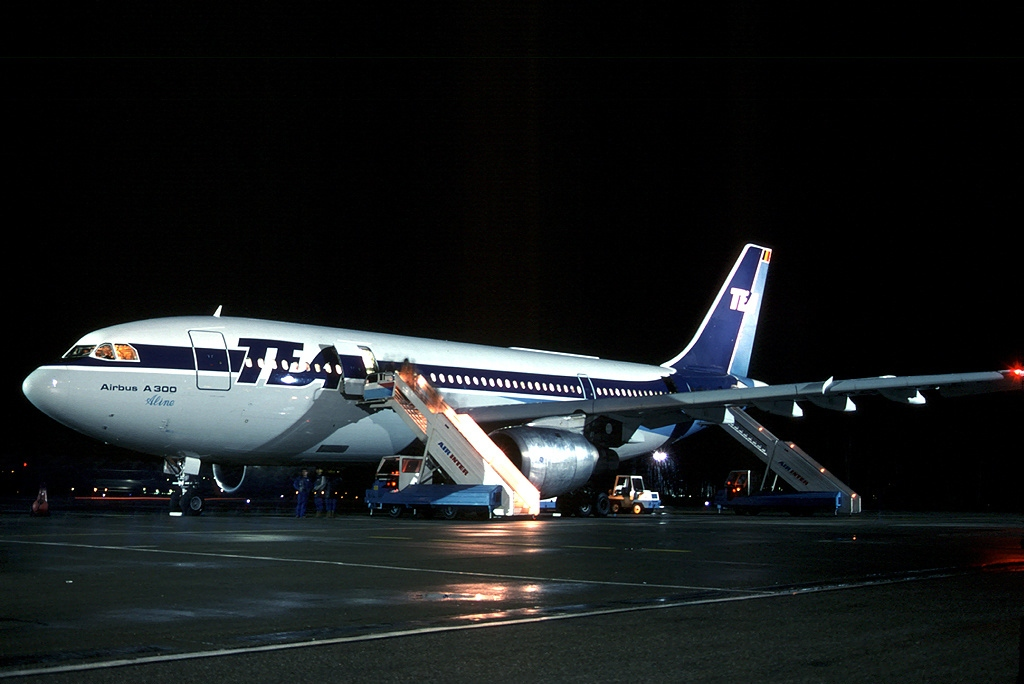
OO-TEF A300B1 MSN002 « Aline », ancien prototype, à Mulhouse en mars 1987.

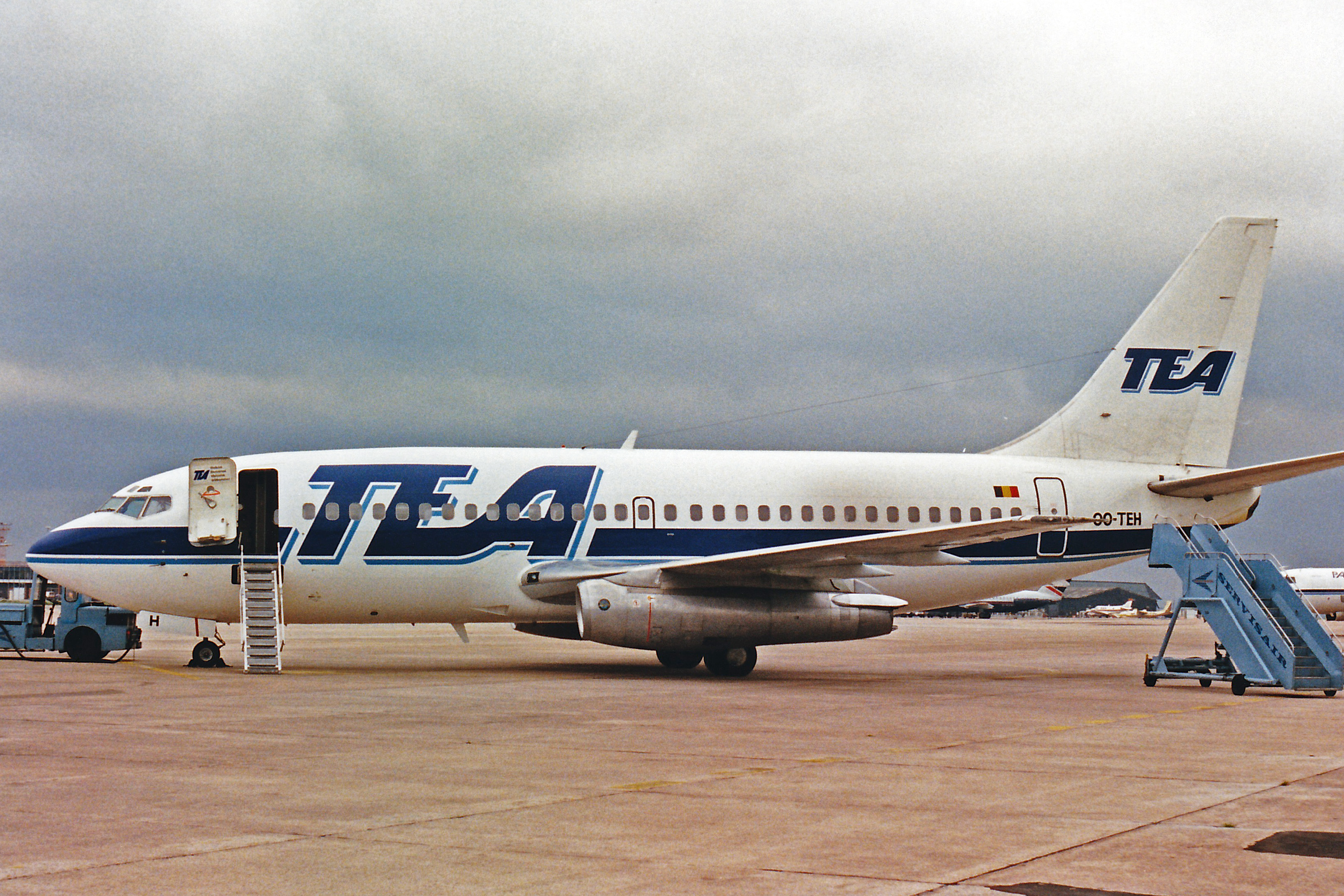
Boeing 737 TEA en 1987.

- 1 - Boeing 720-025 ex Eastern Air Lines
- 1 - Boeing 720-051(B)
- 3 - Boeing 707-131 ex TWA
- 1 - Boeing 707-048 ex Air Lingus
- 1 - Airbus A300B1 du fabricant (prototype)
- 1 - Airbus A300B4-2C du fabricant
- 1 - Airbus A300B4-103 ex Eastern Air Lines
- 5 - Boeing 737-2M8 du fabricant
- 2 - Boeing 737-229 ex Sabena
- 1 - Boeing 737-2Q9 ex Nordair
- 1 - Boeing 737-2S3 ex Air Europe
- 1 - Boeing 737-2P6 ex Gulf Air
- 1 - Boeing 737-219 ex Air New Zealand
- 13 - Boeing 737-3M8 du fabricant
- 1 - Boeing 737-3B3 ex Aeromaritime